# レイ・ドラモンド

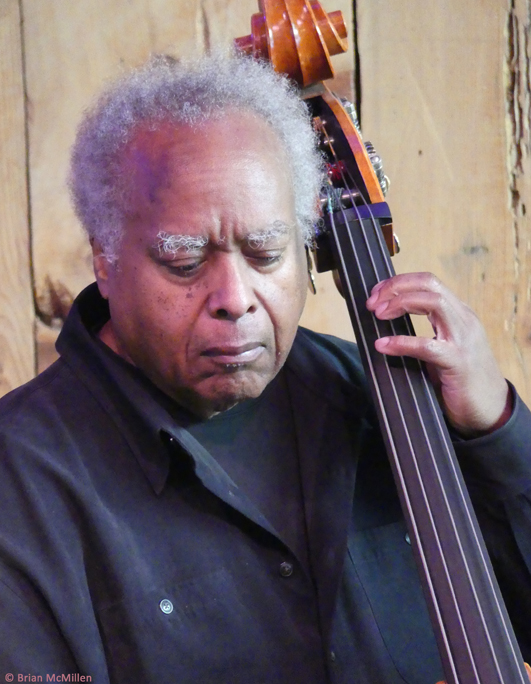
カリフォルニア州ハーフ・ムーン・ベイ、バッハ・ダンシング & ダイナマイト・ソサエティでのレイ・ドラモンド（2017年7月8日）

レイ・ドラモンド（Ray Drummond、1946年11月23日 - ）は、ジャズ・ベーシスト、教師。アメリカ合衆国マサチューセッツ州ブルックライン生まれ。また、スタンフォード大学でMBAを取得しているため、スタンフォード・ジャズ・ワークショップとのつながりもある。彼の演奏は何百枚ものアルバムで聴くことができる。また、リニー・ロスネス（ピアノ）、ビリー・ドラモンド（ドラム、血縁関係はない）と共にザ・ドラモンズを率いている。
ドラモンドは、1980年以来、妻のスーザンと娘のマヤと共に、ニュージャージー州ティーネックに暮らしている。
彼は、2020年に退職するまで、Google Inc.の上級副社長、企業開発および最高法務責任者を務めたデヴィッド・ドラモンドの兄である。

## ディスコグラフィ

### リーダー・アルバム
- Susanita (1984年、Nilva) ※with マニー・ボイド、ブランフォード・マルサリス、ジョン・ヒックス、アルヴィン・クイーン
- 『トゥー・オブ・ア・カインド』 - Two of a Kind (1989年、Theresa) ※with ジョン・ヒックス
- Camera in a Bag (1989年、Criss Cross) ※with デヴィッド・ニューマン、ケニー・バロン、スティーヴ・ネルソン、マーヴィン・スミス
- 『ワン・トゥ・ワン』 - One to One (1989年、DMP) ※with ビル・メイズ
- 『イズント・イット・ロマンティック?』 - One to One 2 (1990年、DMP) ※with ビル・メイズ
- 『エッセンス』 - The Essence (1991年、DMP) ※with ハンク・ジョーンズ、ビリー・ヒギンス
- Excursion (1992年、Arabesque)
- Continuum (1994年、Arabesque)
- Vignettes (1995年、Arabesque)
- 1-2-3-4 (1997年、Arabesque)

### ザ・ドラモンズ（with リニー・ロスネス、ビリー・ドラモンド）
- 『星に願いを』 - When You Wish Upon A Star (1999年、Videoarts Music)
- 『レター・トゥ・ビル・エヴァンス』 - Letter To Evans (2000年、Videoarts Music)
- 『ア・ビューティフル・フレンドシップ』 - A Beautiful Friendship (2002年、Videoarts Music)
- Pas De Trois (2002年、True Life Jazz)
- 『ワンス・アポン・ア・タイム』 - Once Upon A Time (2003年、Videoarts Music)

### 参加アルバム
ケニー・バロン
- The Only One (1990年、Reservoir)
- 『レムリア』 - Lemuria-Seascape (1991年、Candid)
- 『ライヴ・アット・ブラッドレイズ』 - Live at Bradley's (2001年、EmArcy) ※1996年録音
- 『ライヴ・アット・ブラッドレイズ2 - ザ・パーフェクト・セット』 - Live at Bradley's II (2002年、Sunnyside) ※1996年録音

ザ・ジャズテット（アート・ファーマー/ベニー・ゴルソン）
- 『モーメント・トゥ・モーメント』 - Moment to Moment (1983年、Soul Note)
- 『バック・トゥ・ザ・シティ』 - Back to the City (1986年、Contemporary)
- Real Time (1988年、Contemporary) ※1986年録音

ジョニー・グリフィン
- 『リターン・オブ・ザ・グリフィン』 - Return of the Griffin (1978年、Galaxy)
- NYC Underground (1981年、Galaxy) ※1979年録音
- 『トゥ・ザ・レイディーズ』 - To the Ladies (1982年、Galaxy) ※1979年録音

ジョン・ヒックス
- 『イズ・ザット・ソー?』 - Is That So? (1991年、Timeless)
- Beyond Expectations (1993年、Reservoir)
- Lover Man: A Tribute to Billie Holiday (1993年、Red Baron)

ボビー・ハッチャーソン
- 『ボビー・ハッチャーソン・ライヴ・アット・モントルー』 - Bobby Hutcherson Live at Montreux (1973年、Blue Note)
- 『シーラス』 - Cirrus (1974年、Blue Note)
- 『グッド・ベイト』 - Good Bait (1985年、Landmark)

デヴィッド・マレイ
- I Want to Talk About You (1986年、Black Saint)
- Ming's Samba (1988年、Portrait)
- 『ファスト・ライフ』 - Fast Life (1991年、DIW/Columbia)
- 『バラッズ・フォ－・バス・クラリネット』 - Ballads for Bass Clarinet (1991年、DIW)
- Saxmen (1993年、Red Baron)
- Jazzosaurus Rex (1993年、Red Baron)
- Creole (1997年、Justin Time)
- Like a Kiss that Never Ends (2000年、Justin Time)
- Sacred Ground (2006年、Justin Time)

ヒューストン・パーソン
- Person-ified (1997年、HighNote)
- My Romance (1998年、HighNote)
- Soft Lights (1999年、HighNote)
- Blue Velvet (2001年、HighNote)
- Thinking of You (2007年、HighNote)
- Mellow (2009年、HighNote)
- Moment to Moment (2010年、HighNote)
- So Nice (2011年、HighNote)
- Naturally (2012年、HighNote)
- Nice 'n' Easy (2013年、HighNote)
- The Melody Lingers On (2014年、HighNote)
- Something Personal (2015年、HighNote)

ジェームス・スポルディング
- Songs of Courage (1993年、Muse) ※1991年録音
- Blues Nexus (1993年、Muse)
- Escapade (1999年、HighNote)

その他
- クリス・アンダーソン : Blues One (1991年、DIW)
- 秋吉敏子 : 『リメンバリング・バド〜クレオパトラの夢』 - Remembering Bud: Cleopatra's Dream (1990年、日本クラウン)
- ビル・バロン : Variations in Blue (1983年、Muse)
- ビル・バロン : 『ザ・ネクスト・プラトー』 - The Next Plateau (1989年、Muse) ※1987年録音
- トーマス・チェイピン : I've Got Your Number (1993年、Arabesque)
- アーネット・コブ : 『ファンキー・バット』 - Funky Butt (1980年、Progressive)
- ジョージ・コールマン : At Yoshi's (1989年、Theresa)
- テッド・カーソン : 『ザ・トリオ』 - The Trio (1979年、Interplay)
- ビリー・ドラモンド : Native Colours (1992年、Criss Cross)
- テディ・エドワーズ : Close Encounters (1999年、HighNote) ※1996年録音 with ヒューストン・パーソン
- テディ・エドワーズ : Smooth Sailing (2003年、HighNote) ※2001年録音
- アート・ファーマー : Mirage (1982年、Soul Note)
- アート・ファーマー : Warm Valley (1983年、Concord)
- リッキー・フォード : 『フューチャーズ・ゴールド』 - Future's Gold (1983年、Muse)
- リッキー・フォード : 『サクソティック・ストンプ』 - Saxotic Stomp (1987年、Muse)
- カーティス・フラー : 『ブルースエット・パートII』 - Blues-ette Part II (1993年、Savoy)
- ベニー・ゴルソン : 『アイ・リメンバー・マイルス』 - I Remember Miles (1993年、Alfa Jazz)
- ベニー・ゴルソン : 『ザッツ・ファンキー』 - That's Funky (1995年、Meldac Jazz)
- スライド・ハンプトン : 『ワールド・オブ・トロンボーン』 - World of Trombones (1979年、West 54)
- クレイグ・ハンディ : Split Second Timing (1992年、Arabesque)
- トム・ハレル : Stories (1988年、Contemporary)
- バック・ヒル : 『キャピタル・ヒル』 - Capital Hill (1990年、Muse)
- バック・ヒル : The Buck Stops Here (1992年、Muse)
- フレディ・ハバード : The Eternal Triangle (1987年、Blue Note) ※with ウディ・ショウ
- フレディ・ハバード : 『フィール・ザ・ウインド』 - Feel the Wind (1988年、Timeless) ※with アート・ブレイキー
- ランディ・ジョンストン : Walk On (1992年、Muse)
- エタ・ジョーンズ : At Last (1995年、Muse)
- エタ・ジョーンズ : Easy Living (2000年、HighNote)
- リー・コニッツ : Live at Laren (1984年、Soul Note) ※1979年録音
- ピーター・リーチ : Landscape (2014年、Jazz House)
- ロニー・マシューズ : Roots, Branches & Dances (1978年、Bee Hive)
- チャールズ・マクファーソン : Manhattan Nocturne (1998年、Arabesque)
- グレイシャン・モンカー3世 : Exploration (2004年、Capri)
- フランク・モーガン : 『バップ'97』 - Bop! (1997年、Telarc)
- アイドリス・ムハマッド : Kabsha (1980年、Theresa)
- ファラオ・サンダース : 『ジャーニー・トゥ・ザ・ワン』 - Journey to the One (1980年、Theresa)
- ファラオ・サンダース : 『シュクルー』 - Shukuru (1985年、Theresa) ※1981年録音
- ウディ・ショウ : 『イマジネーション』 - Imagination (1987年、Muse)
- ホレス・シルヴァー : Music to Ease Your Disease (1988年、Silvertone)
- ホレス・タプスコット : Thoughts of Dar es Salaam (1997年、Arabesque)
- ボブ・シール・コレクティヴ : Lion Hearted (1993年)
- ジャック・ウォラス : Journey, Man! (1995年、Evidence)
- マイケル・ホワイト : 『スピリット・ダンス』 - Spirit Dance (1971年、Impulse!)
- マイケル・ホワイト : 『プネウマ』 - Pneuma (1972年、Impulse!)
- ザ・ソニー・クラーク・メモリアル・カルテット : 『ヴードゥー』 - Voodoo (1985年、Black Saint) ※ジョン・ゾーンのプロジェクト